# Municipio de Amanda (condado de Fairfield)
El municipio de Amanda (en inglés: Amanda Township) es un municipio ubicado en el condado de Fairfield en el estado estadounidense de Ohio. En el año 2010 tenía una población de 2706 habitantes y una densidad poblacional de 28,27 personas por km².

## Geografía
El municipio de Amanda se encuentra ubicado en las coordenadas 39°41′45″N 82°46′7″O / 39.69583, -82.76861. Según la Oficina del Censo de los Estados Unidos, el municipio tiene una superficie total de 95.71 km², de la cual 95.51 km² corresponden a tierra firme y (0.2%) 0.19 km² es agua.

## Demografía
Según el censo de 2010, había 2706 personas residiendo en el municipio de Amanda. La densidad de población era de 28,27 hab./km². De los 2706 habitantes, el municipio de Amanda estaba compuesto por el 98% blancos, el 0.37% eran afroamericanos, el 0.3% eran amerindios, el 0.07% eran asiáticos, el 0.04% eran isleños del Pacífico, el 0.22% eran de otras razas y el 1% pertenecían a dos o más razas. Del total de la población el 0.89% eran hispanos o latinos de cualquier raza.